# ハウメ・グラウ
ハウメ・グラウ・シスカル（Jaume Grau Ciscar、1997年5月5日 - ）は、スペイン・バレンシア州タベルナス・デ・ラ・バルディグナ出身のサッカー選手。レアル・サラゴサ所属。ポジションはMF。

## クラブ経歴
バレンシア州のタベルナス・デ・ラ・バルディグナに生まれ、2013年にレアル・マドリードのカンテラに加入した。レアル・マドリードではトップチームのリザーブチームにあたるレアル・マドリード・カスティージャまで昇格したが、トップチームデビューは叶わなかった。
2019年7月9日、ラ・リーガのCAオサスナと3年契約を結んだ。加入後1シーズン目はセグンダ・ディビシオンのCDルーゴへ翌シーズンはポルトガルのCDトンデラへレンタル移籍をした。
2022年1月19日、レアル・サラゴサと3年半契約を結んだ。